# Kościół św. Wojciecha Biskupa i Męczennika w Szczepankowie
Kościół św. Wojciecha Biskupa i Męczennika w Szczepankowie – kościół rzymskokatolicki mieszczący się we wsi Szczepankowo, w województwie podlaskim. Należy do dekanatu Łomża – św. Brunona diecezji łomżyńskiej.
Kościół usytuowany jest w centrum miejscowości, po zachodniej stronie drogi biegnącej przez wieś. Położony na cmentarzu ogrodzonym kamiennym murem, w którego północną pierzeję włączona jest XIX-wieczna ceglana kaplica grobowa Franciszki Grabowskiej.

## Historia

### Kościół drewniany z XII wieku
Początki parafii w Szczepankowie wiążą się z obecnością benedyktynów. Wieś Szczepankowo była własnością benedyktynów płockich, a później pułtuskich, od XII wieku. Darowizny dokonał biskup płocki Werner w 1169 roku. Parafia i pierwszy, drewniany kościół został ufundowany przez benedyktynów najprawdopodobniej u schyłku XII wieku. Akta wizytacji kościelnej z 1709 roku podają późniejszą datę pisząc że „kościół został ufundowany w części przez księdza Wojanskiego – Kanclerza Książąt Mazowieckich i w części przez Przewielebnych Opatów Płockich w 1242 roku”. Taką datę erygowania parafii i kościoła w Szczepankowie podaje również Katalog Zabytków Sztuki w Polsce.

### Kościół murowany z XVI wieku

#### Pod opieką benedyktynów
Pierwszy kościół był z pewnością drewniany. Najprawdopodobniej uległ spaleniu więc w jego miejsce zakonnicy rozpoczęli budowę obecnej murowanej świątyni. Rok rozpoczęcia budowy obecnego kościoła akta wizytacji późniejszej datują na 1537 rok. Dzieło rozpoczął opat Łukasz zwany Muratorem, archidiakon w Dobrzyniu nad Wisłą. Budowę kościoła kontynuował i doprowadził do obecnego kształtu jego następca opat Jan Dziedzicki w 1546 roku. W 1547 roku kościół został ukończony i konsekrowany pod wezwaniem św. Wojciecha i św. Małgorzaty.
Wizytacja z 1609 roku opisuje, że był to kościół murowany, z sześcioma kolumnami, przykryty stropem z desek. W prezbiterium strop był malowany, podłoga drewniana, a przy ołtarzu głównym ceglana. Ołtarze były cztery, dwa z nich konsekrowane. W łuku tęczowym znajdowała się grupa Ukrzyżowania – Krucifiks oraz Matka Boża i św. Jan. W kościele były organy. Kościół pokrywał dach ceramiczny. W murowanej wieży były trzy działające dzwony. Na cmentarzu przykościelnym znajdowało się drewniane ossarium. Teren był ogrodzony drewnianymi deskami o czterech wejściach.
Kilkanaście lat później, przypuszczalnie w 1618 roku, przebudowano szczyty wieży. W 1709 roku kościół został częściowo wyremontowany przez księdza Walentego Żółtowskiego.
Przed 1740 rokiem kościół spłonął. Jego odbudowę podjął prepozyt ksiądz Grzegorz Babacki. Ze współczesnych badań dendrochronologiczych wiadomo, że w 1740 roku powstała nowa więźba storczykowa nad nawą i prezbiterium, a trzy lata później wykonano nową konstrukcję nad wieżą. Do kościoła wstawiono trzy nowe monumentalne ołtarze w 1753 roku. Wykonano także nową ambonę i prospekt organowy, zachowane do dzisiaj bez większych zmian, oraz – nieistniejącą obecnie – belkę tęczową, mającą formę dwóch karbowanych wstęg, ozdobionych liśćmi i rozetkami. Na belce opierał się Krucifiks, aktualnie zawieszony w kruchcie głównej.

#### Pod zaborem pruskim
W 1793 roku wieś Szczepankowo została przejęta od benedyktynów przez rząd pruski. W początkach XIX wieku stanowiła dzierżawę rządową w rękach Stanisława Skarżyńskiego, a następnie Antoniego Bykowskiego, sędziego pokoju powiatu łomżyńskiego. Ok 1820 roku, wieś jako posag Józefy Bykowskiej, córki Antoniego, przeszła w posiadanie generała Wojska Polskiego Ottona Henryka Milberga.
W 1822 została dobudowana kruchta w ścianie południowej. W tym samym roku benedyktyni pułtuscy zrezygnowali z zarządzania parafią w Szczepankowie. Nowy właściciel Szczepankowa generał Milberg, po przejściu na katolicyzm, przeprowadził w 1835 roku remont kościoła, w którym, z części zakrystii wydzielono kaplicę kolatorską, a pod nią wydrążono kryptę grzebalną. Podczas tego remontu, oprócz przebudowy zakrystii, wykonano portale w prezbiterium, wprowadzono okna czwórlistne, zmieniono kompozycję ściany północnej i wejścia. W kościele w tym czasie było sześć ołtarzy: Ołtarz Wielki, dwa większe po obu stronach, w nawach dwa mniejsze, a szósty w kaplicy kolatorskiej. Trzy największe ołtarze zostały następnie „suto wyzłocone” w roku 1872.
W kolejnych latach, szczególnie po 1885 roku, stan kościoła znacznie się pogorszył. Szczególnie dach, podłoga i okna kościoła wymagały „rychłego naprawienia”. W 1889 roku w miejscu dotychczasowej kruchty została wybudowana nowa – neogotycka. Dodatkowo empora chóru została wzmocniona przez podparcie jej dwoma żeliwnymi filarami. W latach 1903–1905 wykonano nowe pokrycie dachu z blachy ocynkowanej. W 1913 roku zastąpiono drewnianą podłogę płytkami ceramicznymi.

#### Okres I wojny światowej
W 1915 roku kościół został poważnie uszkodzony podczas działań wojennych. Zniszczona była wieża, dach, sufit był „pocięty przez pociski”. Trzy dzwony zostały przewiezione do Rosji. Zniszczony został mur ogrodzenia. W kolejnych latach przeprowadzono remont kościoła.

#### Po I wojnie światowej
W 1920 roku drewniany sufit został otynkowany i pomalowany. W roku 1929 zaś naprawiono dach i wymieniono okna oraz wykonano betonową lamperię z profilowanym gzymsem wewnątrz kościoła.

#### Po II wojnie światowej
Po II wojnie światowej stopień zniszczeń szczepankowskiej fary był niewielki. Większy remont przeprowadzono w latach 1968–1970. W tym czasie uzupełniono ubytki cegły w szkarpach, wykonano „przecierkę” tynków we wnętrzu, na które naniesiono obecne polichromie oraz przeprowadzono remont parkanu okalającego cmentarz przykościelny.

#### W III Rzeczypospolitej
W latach 2006–2016 wymieniono poszycie dachowe na blachę miedzianą, wykonano drenaż wokół kościoła oraz chodnik procesyjny, odrestaurowano dwa mniejsze ołtarze w nawach bocznych, organy i ambonę, wykonano nową instalację elektryczną i nagłaśniającą wewnątrz świątyni oraz instalację zewnętrznego oświetlenia budynku kościoła oraz terenu przykościelnego. W roku 2020 wykonano ogrzewanie podłogowe w całości Kościoła i odrestaurowano ścianę południową oraz wybudowano dwie nowe przypory na fundamentach przypór pierwotnych.